# 冨田伸子
冨田 伸子（とみた のぶこ、1964年 - 2012年10月29日）は、日本の編集技師。香川県出身。

## 経歴
日本映画学校（現・日本映画大学）卒業。夫の冨田功も編集技師。2002年『陰陽師』と2004年『壬生義士伝』で日本アカデミー賞優秀編集賞を共同受賞している。井筒和幸監督作に起用されることが多く、1999年『ビッグ・ショー! ハワイに唄えば』以降は全てを手掛けている。

## 主な編集作品

### 映画
※太字は日本アカデミー賞編集賞受賞作。★印は冨田功との共同編集。
- あいつ （1991年）
- 12人の優しい日本人 （1991年）★
- シーズン・オフ （1992年）
- 200X年 翔 （1992年）
- 空がこんなに青いわけがない （1993年）
- お墓と離婚 （1993年）
- ごろつき2 （1993年）
- 我が人生最悪の時 （1994年）
- 唐獅子 姐御 （1994年）
- 遥かな時代の階段を （1995年）
- 勝手にしやがれ!! 逆転計画 （1996年）
- tokyo skin （1996年）
- 罠 THE TRAP （1996年）
- さすらいのトラブルバスター （1996年）
- 海ほおずき （1996年）
- イカせたい女 （1996年）
- アトランタ・ブギ ATLANTA BOOGIE （1996年）
- CAT'S EYE キャッツ・アイ （1997年）
- ちんなねえ BORN TO BE BABY （1997年）
- LOOSE SOCKS ルーズ・ソクス （1997年）
- ビッグ・ショー! ハワイに唄えば （1999年）
- dead BEAT （1999年）
- 忘れられぬ人々 （2000年）
- シベリア超特急2 （2001年）
- 陰陽師 （2001年）★
- 命 （2002年）★
- 壬生義士伝 （2003年）★
- blue （2003年）
- ゲロッパ! （2003年）
- 陰陽師II （2003年）
- ココロとカラダ （2004年）
- OLDK オーエルディーケー （2004年）
- パッチギ! （2005年）
- 阿修羅城の瞳 （2005年）
- 青空のゆくえ （2005年）
- みやび 三島由紀夫 （2005年）
- 探偵事務所5～5ナンバーで呼ばれる探偵達の物語～ （2005年）
- 初恋 （2006年）
- 僕は妹に恋をする （2007年）
- バッテリー （2006年）
- パッチギ! LOVE&PEACE （2007年）
- 櫻の園 -さくらのその- （2008年）
- The ショートフィルムズ／みんな、はじめはコドモだった『TO THE FUTURE』 （2008年） - オムニバス
- 浪漫者たち （2009年）
- ヒーローショー （2010年）
- 死にゆく妻との旅路 （2011年）
- 能楽師 伝承 （2011年）
- メサイア （2011年）
- 黄金を抱いて翔べ （2012年）

### オリジナルビデオ
- けんか屋 伝説の裏ケンカ師!無敗伝説 （1994年）
- レディース!!MAX Give me a Shake （1997年）
- 爆竜戦隊アバレンジャーVSハリケンジャー（2004年）

### テレビドラマ
- スケバン刑事III 第31話（1987年、フジテレビ）[3]
- 変なお父さん （1995年、フジテレビ）
- そして明日から （2003年、北海道テレビ）
- 愛と資本主義 （2003年、WOWOW）
- ウメ子 （2005年、TBS）

## 受賞歴
- 2002年 第25回日本アカデミー賞：優秀編集賞『陰陽師』
- 2004年 第27回日本アカデミー賞：優秀編集賞『壬生義士伝』[4]